# Liste der Municipios in Sonora

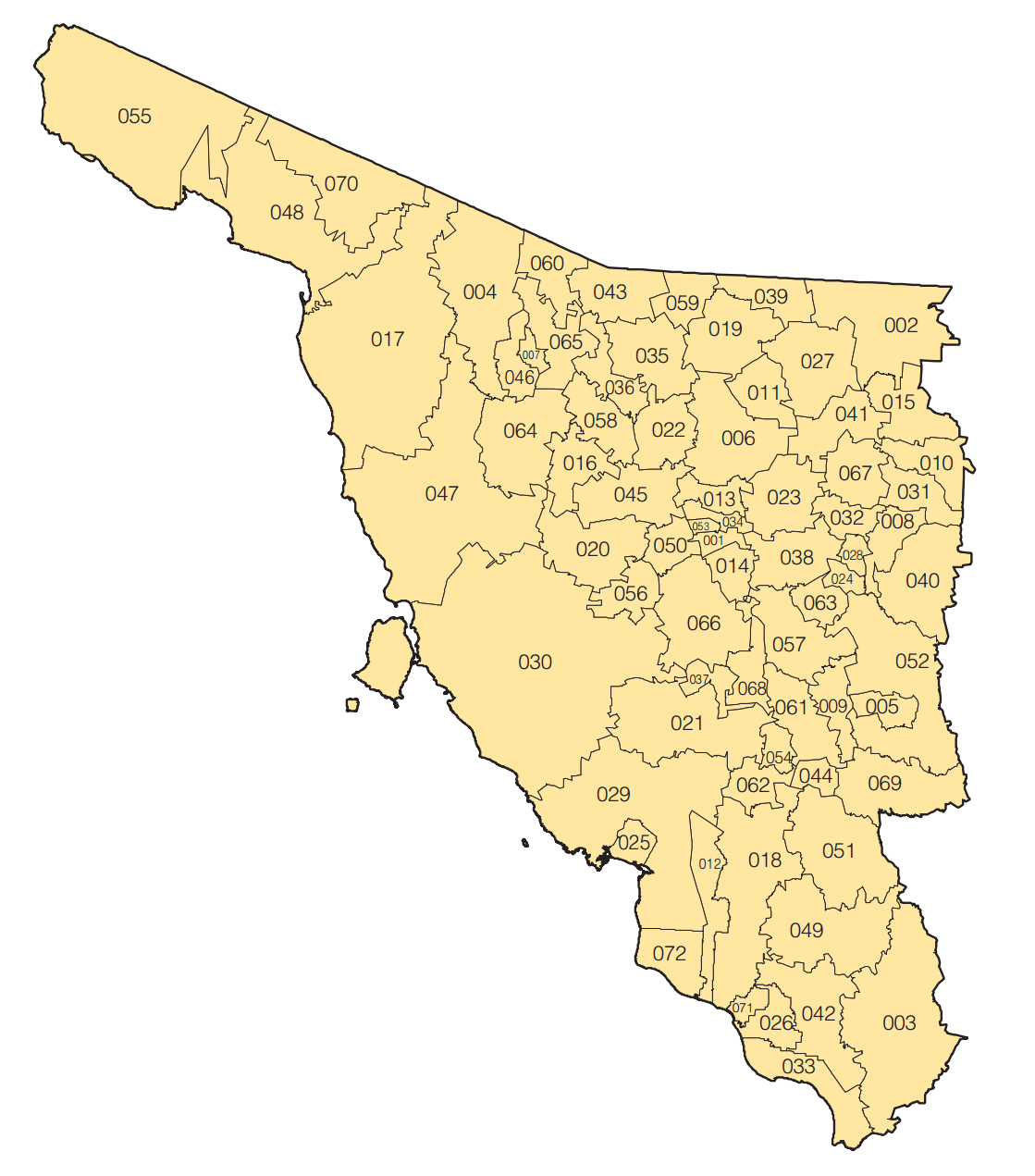
Municipios im Bundesstaat Sonora

Der mexikanische Bundesstaat Sonora ist in 72 Verwaltungsbezirke (Municipios) unterteilt. Die Verwaltungsbezirke werden aus 7.300 Ortschaften (span. Localidades) (davon 104 urbane = städtische) gebildet. Zu den ländlichen Gemeinden (Pueblos) zählen ebenso Farmen (Ranchos, Haziendas) und andere alleinstehende Gebäude (Mühlen, Poststationen, Tankstellen usw.). Die Zahl der Ortschaften ist in den letzten Jahren variabel (2000: 8.110; 2010: 7.268).
| Schlüs- sel      | Municipio                       | Verwaltungssitz (Cabecera Municipal) | Fläche [km²] | Einwohnerzahl | Einwohnerzahl | Einwohnerzahl | Bevöl- kerungs- dichte [Ew. pro km²] | Anzahl der Orte (Localidades) |
| Schlüs- sel      | Municipio                       | Verwaltungssitz (Cabecera Municipal) | Fläche [km²] | 2000          | 2010          | 2020          | Bevöl- kerungs- dichte [Ew. pro km²] | Anzahl der Orte (Localidades) |
| ---------------- | ------------------------------- | ------------------------------------ | ------------ | ------------- | ------------- | ------------- | ------------------------------------ | ----------------------------- |
| 001              | Aconchi                         | Aconchi                              | 368,17       | 2.420         | 2.637         | 2.563         | 7,0                                  | 8                             |
| 002              | Agua Prieta                     | Agua Prieta                          | 3.946,54     | 61.944        | 79.138        | 91.929        | 23,3                                 | 98                            |
| 003              | Álamos                          | Álamos                               | 6.422,81     | 25.152        | 25.848        | 24.976        | 3,9                                  | 275                           |
| 004              | Altar                           | Altar                                | 4.457,68     | 7.253         | 9.049         | 9.492         | 2,1                                  | 98                            |
| 005              | Arivechi                        | Arivechi                             | 726,31       | 1484          | 1253          | 1177          | 1,6                                  | 6                             |
| 006              | Arizpe                          | Arizpe                               | 3.071,96     | 3.396         | 3.037         | 2.788         | 0,9                                  | 62                            |
| 007              | Atil                            | Atil                                 | 300,43       | 718           | 625           | 626           | 2,1                                  | 8                             |
| 008              | Bacadéhuachi                    | Bacadéhuachi                         | 1.065,99     | 1.348         | 1.252         | 979           | 0,9                                  | 1                             |
| 009              | Bacanora                        | Bacanora                             | 1.128,94     | 943           | 784           | 759           | 0,7                                  | 16                            |
| 010              | Bacerac                         | Bacerac                              | 1.344,60     | 1.366         | 1.467         | 1.221         | 0,9                                  | 13                            |
| 011              | Bacoachi                        | Bacoachi                             | 1.230,95     | 1.496         | 1.646         | 1.475         | 1,2                                  | 39                            |
| 012              | Bácum                           | Bácum                                | 1.583,34     | 21.322        | 22.821        | 23.151        | 14,6                                 | 180                           |
| 013              | Banámichi                       | Banámichi                            | 808,08       | 1.484         | 1.646         | 1.825         | 2,3                                  | 15                            |
| 014              | Baviácora                       | Baviácora                            | 842,52       | 3.724         | 3.560         | 3.191         | 3,8                                  | 25                            |
| 015              | Bavispe                         | Baviaspe                             | 1.721,67     | 1.377         | 1.454         | 1.169         | 0,7                                  | 6                             |
| 016              | Benjamín Hill                   | Benjamín Hill                        | 1.412,20     | 5.732         | 5.275         | 4.988         | 3,5                                  | 31                            |
| 017              | Caborca                         | Heroica Caborca                      | 10.671,68    | 69.516        | 81.309        | 89.122        | 8,4                                  | 339                           |
| 018              | Cajeme                          | Ciudad Obregón                       | 4.876,31     | 356.290       | 409.310       | 436.484       | 89,5                                 | 1005                          |
| 019              | Cananea                         | Heroica Ciudad de Cananea00          | 2.316,19     | 32.061        | 32.936        | 39.451        | 17,0                                 | 62                            |
| 020              | Carbó                           | Carbó                                | 2.581,81     | 4.984         | 5.347         | 4.946         | 1,9                                  | 81                            |
| 021              | La Colorada                     | La Colorada                          | 4.122,09     | 2.306         | 1.663         | 1.848         | 0,4                                  | 92                            |
| 022              | Cucurpe                         | Cucurpe                              | 1.577,89     | 937           | 958           | 863           | 0,5                                  | 80                            |
| 023              | Cumpas                          | Cumpas                               | 2.010,05     | 6.202         | 6.362         | 5.829         | 2,9                                  | 25                            |
| 024              | Divisaderos                     | Divisaderos                          | 385,70       | 825           | 813           | 753           | 2,0                                  | 1                             |
| 025              | Empalme                         | Empalme                              | 593,17       | 49.987        | 54.131        | 51.431        | 86,7                                 | 53                            |
| 026              | Etchojoa                        | Etchojoa                             | 948,64       | 56.129        | 60.717        | 61.309        | 64,6                                 | 229                           |
| 027              | Fronteras                       | Fronteras                            | 2.616,35     | 7.801         | 8.639         | 9.041         | 3,5                                  | 71                            |
| 028              | Granados                        | Granados                             | 363,89       | 1.235         | 1.150         | 1.009         | 2,8                                  | 1                             |
| 029              | Guaymas                         | Heroica Guaymas00                    | 7.945,62     | 130.329       | 149.299       | 156.863       | 19,7                                 | 351                           |
| 030              | Hermosillo                      | Hermosillo                           | 15.724,26    | 609.829       | 784.342       | 936.263       | 59,5                                 | 1.022                         |
| 031              | Huachinera                      | Huachinera                           | 1.197,56     | 1.147         | 1.350         | 1.186         | 1,0                                  | 7                             |
| 032              | Huásabas                        | Huásabas                             | 821,74       | 966           | 962           | 888           | 1,1                                  | 3                             |
| 033              | Huatabampo                      | Huatabampo                           | 1.905,50     | 76.296        | 79.313        | 77.682        | 40,8                                 | 222                           |
| 034              | Huépac                          | Huépac                               | 420,82       | 1.142         | 1.154         | 943           | 2,2                                  | 7                             |
| 035              | Imuris                          | Imuris                               | 2.170,01     | 9.988         | 12.316        | 12.536        | 5,8                                  | 84                            |
| 036              | Magdalena                       | Magdalena de Kino                    | 1.239,42     | 24.447        | 29.707        | 33.049        | 26,7                                 | 145                           |
| 037              | Mazatán                         | Mazatán                              | 683,01       | 1.584         | 1.350         | 1.101         | 1,6                                  | 17                            |
| 038              | Moctezuma                       | Moctezuma                            | 1.877,54     | 4.187         | 4.680         | 5.173         | 2,8                                  | 9                             |
| 039              | Naco                            | Naco                                 | 1.238,39     | 5.370         | 6.401         | 5.774         | 4,7                                  | 16                            |
| 040              | Nácori Chico                    | Nácori Chico                         | 2.832,65     | 2.236         | 2.051         | 1.531         | 0,5                                  | 12                            |
| 041              | Nacozari de García              | Nacozari de García                   | 1.735,76     | 14.365        | 12.751        | 14.369        | 8,3                                  | 52                            |
| 042              | Navojoa                         | Navojoa                              | 2.808,73     | 140.650       | 157.729       | 164.387       | 58,5                                 | 305                           |
| 043              | Nogales                         | Heroica Nogales                      | 1.756,56     | 159.787       | 220.292       | 264.782       | 150,7                                | 167                           |
| 044              | Onavas                          | Onavas                               | 534,16       | 479           | 399           | 365           | 0,7                                  | 9                             |
| 045              | Opodepe                         | Opodepe                              | 2.224,27     | 2.831         | 2.878         | 2.438         | 1,1                                  | 104                           |
| 046              | Oquitoa                         | Oquitoa                              | 916,38       | 402           | 443           | 496           | 0,5                                  | 11                            |
| 047              | Pitiquito                       | Pitiquito                            | 9.819,95     | 9.236         | 9.468         | 9.122         | 0,9                                  | 181                           |
| 048              | Puerto Peñasco                  | Puerto Peñasco                       | 6.193,31     | 31.157        | 57.342        | 62.689        | 10,1                                 | 41                            |
| 049              | Quiriego                        | Quiriego                             | 3.780,56     | 3.335         | 3.356         | 3.090         | 0,8                                  | 120                           |
| 050              | Rayón                           | Rayón                                | 879,05       | 1.591         | 1.599         | 1.496         | 1,7                                  | 16                            |
| 051              | Rosario                         | Rosario                              | 3.519,77     | 5.432         | 5.226         | 4.830         | 1,4                                  | 79                            |
| 052              | Sahuaripa                       | Sahuaripa                            | 5.003,75     | 6.400         | 6.020         | 5.257         | 1,1                                  | 44                            |
| 053              | San Felipe de Jesús             | San Felipe de Jesús                  | 151,34       | 416           | 396           | 369           | 2,4                                  | 2                             |
| 054              | San Javier                      | San Javier                           | 535,93       | 279           | 492           | 537           | 1,0                                  | 8                             |
| 055              | San Luis Río Colorado           | San Luis Río Colorado                | 8.859,97     | 145.006       | 178.380       | 199.021       | 22,5                                 | 392                           |
| 056              | San Miguel de Horcasitas        | San Miguel de Horcasitas             | 1.115,65     | 5.626         | 8.382         | 10.729        | 9,6                                  | 64                            |
| 057              | San Pedro de la Cueva           | San Pedro de la Cueva                | 2.229,53     | 1.703         | 1.604         | 1.458         | 0,7                                  | 3                             |
| 058              | Santa Ana                       | Santa Ana                            | 14.76,58     | 13.526        | 16.014        | 16.203        | 11                                   | 99                            |
| 059              | Santa Cruz                      | Santa Cruz                           | 1.001,20     | 1.628         | 1.998         | 1.835         | 1,8                                  | 3                             |
| 060              | Sáric                           | Sáric                                | 1.353,58     | 2.257         | 2.703         | 2.058         | 1,5                                  | 51                            |
| 061              | Soyopa                          | Soyopa                               | 1.716,76     | 1.649         | 1.284         | 1.368         | 0,8                                  | 40                            |
| 062              | Suaqui Grande                   | Suaqui Grande                        | 914,79       | 1.175         | 1.121         | 1.114         | 1,2                                  | 18                            |
| 063              | Tepache                         | Tepache                              | 778,66       | 1.539         | 1.365         | 1.178         | 1,5                                  | 2                             |
| 064              | Trincheras                      | Trincheras                           | 3.010,44     | 1.756         | 1.731         | 1.381         | 0,5                                  | 43                            |
| 065              | Tubutama                        | Tubutama                             | 1.725,42     | 1.798         | 1.735         | 1.473         | 0,9                                  | 47                            |
| 066              | Ures                            | Heroica Ciudad de Ures               | 3.088,06     | 9.565         | 9.185         | 8.548         | 2,8                                  | 139                           |
| 067              | Villa Hidalgo                   | Villa Hidalgo                        | 1.471,49     | 1.986         | 1.738         | 1.429         | 1,0                                  | 3                             |
| 068              | Villa Pesqueira                 | Villa Pesqueira                      | 1.123,24     | 1.590         | 1.254         | 1.043         | 0,9                                  | 36                            |
| 069              | Yécora                          | Yécora                               | 2.667,67     | 6.069         | 6.046         | 4.793         | 1,8                                  | 7                             |
| 070              | General Plutarco Elías Calles00 | Sonoita                              | 3.656,65     | 11.278        | 15.652        | 13.627        | 3,7                                  | 72                            |
| 071              | Benito Juárez                   | Villa Juárez                         | 369,46       | 21.813        | 22.009        | 21.692        | 58,7                                 | 6                             |
| 072              | San Ignacio Río Muerto          | San Ignacio Río Muerto               | 1.383,57     | 13.692        | 14.136        | 14.279        | 10,3                                 | 137                           |
| Estado de Sonora | Estado de Sonora                | Hermosillo                           | 00179.354,73 | 002.216.969   | 002.662.480   | 002.944.840   | 16,4                                 | 7.300                         |